# كيفن إتش شارب
كيفن إتش شارب (بالإنجليزية: Kevin H. Sharp)‏ هو قاضي ومحامي أمريكي، ولد في 22 يناير 1963 في ممفيس في الولايات المتحدة.